# Mól włosienniczek
Mól włosienniczek (Tineola bisselliella) – mały motyl nocny z rodziny molowatych, szkodnik niszczący ubrania, powszechnie znany jako mól odzieżowy albo mól ubraniowy.
Barwa ciała słomkowa do żółtobrązowej. Długość ciała wynosi 6–11 mm, rozpiętość skrzydeł ok. 11 mm. Larwy białawe z głową brązową do czarnej, mierzą do 11 mm. Larwy żywią się materiałami bawełnianymi, moherowymi, futrzanymi, dywanami i półfabrykatami; prócz tego zjadają pióra, okazjonalnie tkaniny sztuczne.
Samica składa 50–60 jaj wielkości główki od szpilki. Składane są na potencjalnym źródle pożywienia lub koło niego. Młode wykluwają się po 4–10 dniach, w niskiej temperaturze do 3 tygodni. W zależności od warunków, stadium larwalne trwa 35 dni do 2 lat. Przepoczwarzanie się trwa 8–10 dni w lecie i 3–4 tygodnie w zimie. Dorosłe osobniki nie odżywiają się, żyją około miesiąca.

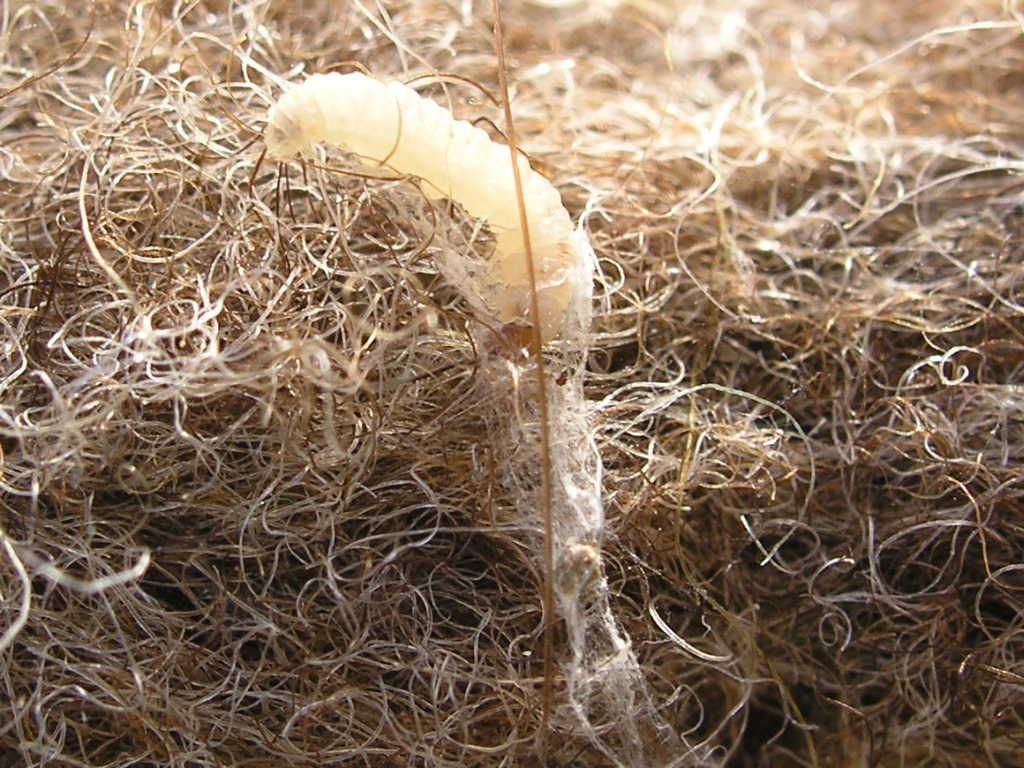
Larwa